# The Divine Lady
The Divine Lady (bra: A Divina Dama, ou A Dama Divina, ou Divina Dama; prt: Trafalgar) é um filme mudo estadunidense de 1929, dirigido por Frank Lloyd, protagonizada por Corinne Griffith, Victor Varconi, H.B. Warner, Ian Keith e Marie Dressler nos papéis principais, ganhadora do Oscar de melhor diretor (Frank Lloyd).
Baseado na biografia do almirante britânico Horatio Nelson e seu romance com Emma Hart, mais conhecida como Lady Hamilton.

## Sinopse
Emma Hart começa a trabalhar com sua mãe na casa de um rico aristocrata, o honorável Charles Greville, que não tarda a seduzi-la, depois decide enviá-la a Nápoles com seu tio Sir William Hamilton para que se converta em seu amante e assim evitar que este se casa e perca a herança, só que ele não contava que Hamilton pediria a mão de Emma e acabaria se casando com ela, apesar de Emma dizer que não o ama. Pouco depois ocorre uma guerra entre Inglaterra e França. A tropa da Inglaterra, comandada pelo almirante Nelson, chega a Nápoles com a intenção de conseguir comida e água, que lhes são negadas, e finalmente consegue seu propósito ajudado por Emma, a partir desse momento nasce um romance que lhes unirá para sempre.